# جون وارد (لاعب كرة قدم أمريكية)
جون وارد (بالإنجليزية: John Ward)‏ هو لاعب كرة قدم أمريكية أمريكي، ولد في 27 مايو 1948 في إنيد في الولايات المتحدة، وتوفي في 4 ديسمبر 2012 في أوكلاهوما سيتي في الولايات المتحدة.

## وصلات خارجية
- جون وارد على موقع مرجع كرة القدم المحترفة.كوم (الإنجليزية)